# Holmsjön (Gärdserums socken, Småland, 644349-152188)
Holmsjön är en sjö i Åtvidabergs kommun i Småland och ingår i Storåns huvudavrinningsområde. Sjön har en area på 0,0683 kvadratkilometer och ligger 97,5 meter över havet.

## Delavrinningsområde
Holmsjön ingår i det delavrinningsområde (644587-152255) som SMHI kallar för Mynnar i Storån. Medelhöjden är 116 meter över havet och ytan är 21,77 kvadratkilometer. Det finns ett avrinningsområde uppströms, och räknas det in blir den ackumulerade arean 36,97 kvadratkilometer. Sågbäcken som avvattnar avrinningsområdet har biflödesordning 2, vilket innebär att vattnet flödar genom totalt 2 vattendrag innan det når havet efter 26 kilometer. Avrinningsområdet består mestadels av skog (76 procent). Avrinningsområdet har 0,51 kvadratkilometer vattenytor vilket ger det en sjöprocent på 2,3 procent.